# هالووين 2 (2009)
هالووين 2 (بالإنجليزية: Halloween 2) هو فيلم رعب تم إنتاجه في الولايات المتحدة وصدر سنة 2009، من بطولة تايلر مين، مالكولم ماكدويل وسكوت تايلور، وهو عبارة عن تكملة للجزء الأول.

## القصة
سيارة الاسعاف التي تحمل جثة (مايكل مايرز) الذي مات في نهاية الجزء الأول، تتعرض لحادث مروري، فيموت أحد السائقين ويبقى الآخر حي، لكنه مصاب إصابة كبرى، وفجاة يخرج (مايكل مايرز) من السيارة ويحمل قطعة زجاج يقطع بها رأس السائق الناجي من الحادث وبعدها يتابع مهمته بقتل كل من يراه إلى أن يصل لاخته الصغرى.

## الميزانية والإيرادات
كلف الفيلم ميزانية تقدر بـ 15 مليون دولار أمريكي وحقق إيرادات تقدر بـ 39 مليون دولار أمريكي.

## روابط خارجية
- هالووين 2 على موقع IMDb (الإنجليزية)
- هالووين 2 على موقع ميتاكريتيك (الإنجليزية)
- هالووين 2 على موقع روتن توميتوز (الإنجليزية)
- هالووين 2 على موقع نتفليكس (الإنجليزية)
- هالووين 2 على موقع قاعدة بيانات الأفلام العربية
- هالووين 2 على موقع ألو سيني (الفرنسية)
- هالووين 2 على موقع Turner Classic Movies (الإنجليزية)
- هالووين 2 على موقع أول موفي (الإنجليزية)
- هالووين 2 على موقع بوكس أوفيس موجو (الإنجليزية)
- هالووين 2 على موقع فيلمافينيتي (الإسبانية)
- هالووين 2 على IMDB
- هالووين 2 على Rotten tomatos
- هالووين 2 على metacritic